# 館山北条町
館山北条町（たてやまほうじょうまち）は、昭和戦前期の短期間、千葉県安房郡に存在した町である。現在の館山市の中部にあたる。
1933年（昭和8年）に、館山町と北条町が合併（新設合併）してできた町であるが、6年後に他の2町と合併し、館山市が新設された。

## 歴史
1933年（昭和8年）、館山町と北条町が合併して館山北条町が新設された。新町名について両町の議論がまとまらず、連名とすることで妥協が成立した。
1939年（昭和14年）に館山北条町・那古町・船形町が合併して市を新設することとなったが、名称を巡る議論が再燃。旧北条町の住民は「安房市」を、旧館山町の住民は「館山市」を主張したとされる。結局、地図に館山湾が掲載されていること、館山海軍航空隊が所在することをもって館山市となった。

### 行政区画・自治体沿革
- 1933年（昭和8年）4月18日 - 館山町、北条町が合併して新設。
- 1939年（昭和14年）11月3日 - 那古町、船形町と合併し、館山市を新設。同日館山北条町廃止。

## 交通

### 鉄道
- 国鉄
  - 房総西線：安房北条駅（1946年に館山駅に改称）

### 道路
- 房総街道（現国道127号）